# Lifeforms
Lifeforms – podwójny album brytyjskiej grupy elektronicznej i eksperymentalnej The Future Sound of London, wydany w 1994. „Cascade” i „Lifeforms” zostały wydane jako single.
Album uzyskał status srebrnej płyty w Wielkiej Brytanii.

## Lista utworów
Opracowano na podstawie materiału źródłowego.
| Dysk 1 | Dysk 1 | Dysk 1  |
| Nr     | Tytuł utworu                                                                                                | Długość |
| ------ | --- | ------- |
| 1.     | „Cascade”                                                                                                   | 6:00    |
| 2.     | „Ill Flower”                                                                                                | 3:25    |
| 3.     | „Flak” (Cobain, Dougans, Robert Fripp, Andrew Grossart, Trevor Nightingale, William Thomson, Paul Williams) | 4:54    |
| 4.     | „Bird Wings”                                                                                                | 1:30    |
| 5.     | „Dead Skin Cells”                                                                                           | 6:51    |
| 6.     | „Lifeforms”                                                                                                 | 5:18    |
| 7.     | „Eggshell”                                                                                                  | 6:46    |
| 8.     | „Among Myselves”                                                                                            | 5:53    |
|        | | 40:37   |

| Dysk 2 | Dysk 2                                          | Dysk 2  |
| Nr     | Tytuł utworu                                    | Długość |
| ------ | ----------------------------------------------- | ------- |
| 1.     | „Domain”                                        | 2:48    |
| 2.     | „Spineless Jelly”                               | 4:42    |
| 3.     | „Interstat”                                     | 0:55    |
| 4.     | „Vertical Pig”                                  | 6:45    |
| 5.     | „Cerebral”                                      | 3:31    |
| 6.     | „Life Form Ends”                                | 5:03    |
| 7.     | „Vit”                                           | 6:48    |
| 8.     | „Omnipresence” (Cobain, Dougans, Klaus Schulze) | 6:39    |
| 9.     | „Room 208”                                      | 6:13    |
| 10.    | „Elaborate Burn”                                | 3:16    |
| 11.    | „Little Brother”                                | 5:13    |
|        |                                                 | 51:53   |